# Retteg

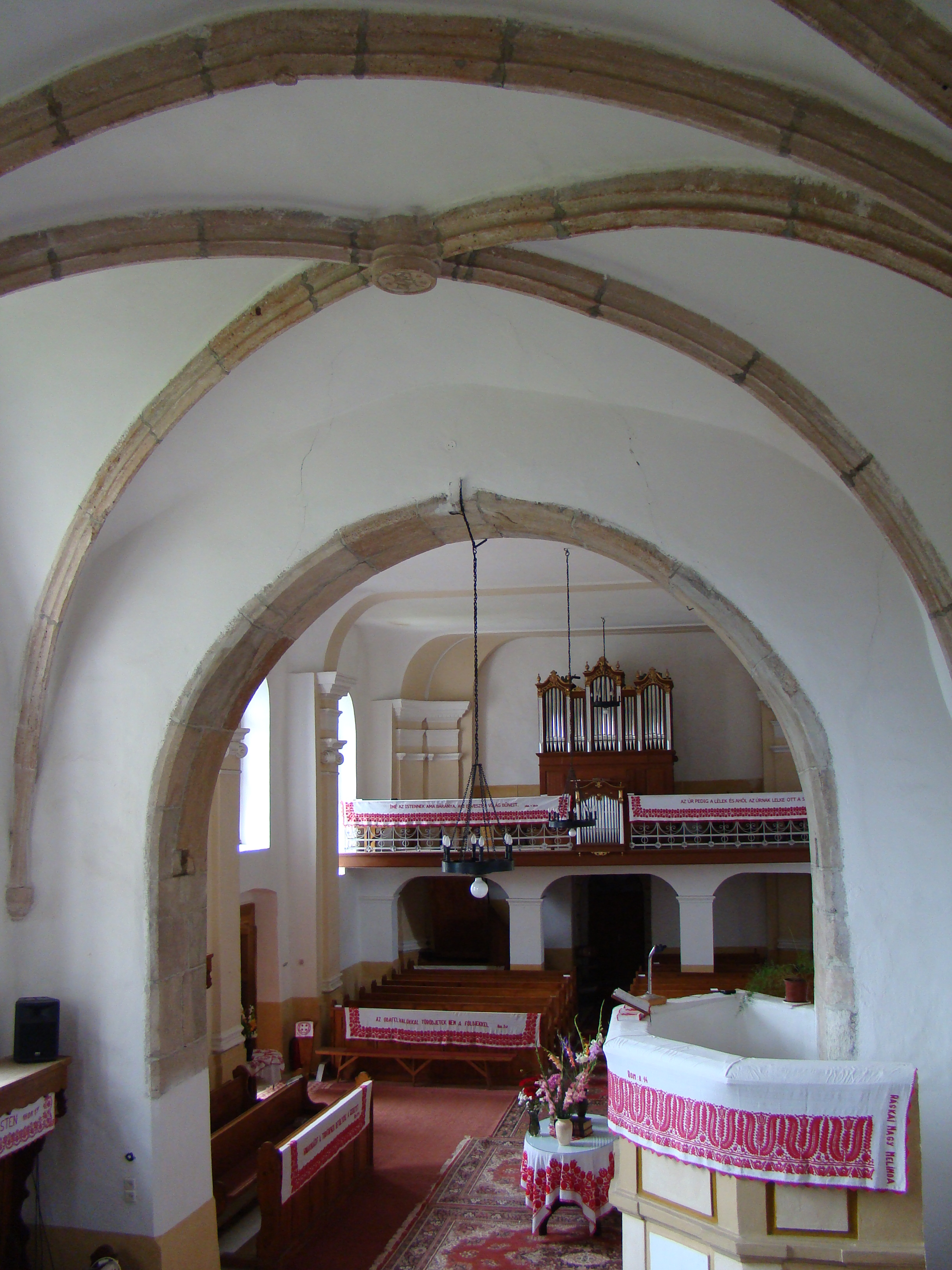
A református templom belső tere

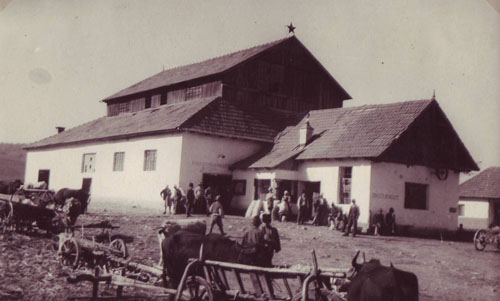
A községi malom az államosításkor, 1949-ben

Retteg (románul Reteag, németül Retteneck, Rekendeck vagy Reckendorf) falu Romániában, Erdélyben, Beszterce-Naszód megyében. Retteg község központja.

## Fekvése
Déstől 15 km-re északkeletre, a Nagy-Szamos jobb partján fekszik, Felőr és Baca között.

## Nevének eredete
Neve talán egy 'hegyhát' vagy 'borda' jelentésű szláv *retjag szóból ered. A községet 1968-ban nevezték el a környéket egykor birtokló IV. Péter moldvai fejedelemről.

## Története
Hiteles oklevélben 1332–1334-ben, Bettek, Retteg és Reteg néven említik először. Szász alapítású település. 1405-től a csicsói uradalomhoz tartozott. A 15. században mezőváros, vásár- és vámszedő hely volt. 1553-ban a csicsói uradalom központja, bíráit felváltva a magyarok és a szászok közül választották. 1566-ban lakói az unitárius vallásra tértek. A század végén a szamosújvári uradalomhoz csatolták. Országos vásárait a 16–18. században Szaniszló napján, ezen kívül 1606–1607 körül Szent Mihálykor, 1676-ban május 8-án, július 9-én és Szent Mártonkor, 1731-ben Péter-Pálkor és Szent Mártontól tartották. A 17. században visszatért a református hitre és esperesi székhely volt. 1704-ben Tiege fölgyújtatta. Erdélyben Gyulafehérváron kívül legkorábban, a 18. század folyamán zsidók is letelepültek itt. 1750-ben 177 adózó háztartást számlált. 1716-tól Belső-Szolnok vármegye egyik járásának székhelye, majd a vármegye felső kerületének központja volt. A 19. század első felében Margit napi vásáraira Moldvából lovakat hajtottak, sok szarvasmarha, sajt és gyapjú is gazdát cserélt rajtuk. 1835-től görögkatolikus esperesi székhely. 1845-ben zsidó lakói fából zsinagógát építettek (ezt 1873-ban kőépülettel cserélték föl). 1850 és 1854 között Erdély hat kerülete (District) egyikének székhelye volt. 1876-tól Szolnok-Doboka vármegye dési járásához tartozott. 1886-ban nyílt meg első gyógyszertára. Az 1890-es években reb Sije Fränkel nagy hírű jesivát tartott fenn, ahová külföldről is érkeztek tanítványok. 1898 és 1902 között Ion Pop-Reteganul Revista Ilustrată címmel havonta kétszer megjelenő kulturális folyóiratot adott ki. Az 1922-es földreform Bethlen Andrástól 704 hold szántót és 497 hold erdőt, Bethlen Páltól ötszáz hold szántót, nyolcvan hold erdőt, ötven hold legelőt és negyven hold rétet, Betegh Istvántól 120 holdat, a református egyháztól pedig 153 hold szántót és tizenkét hold erdőt sajátított ki. 1926-ban az akkor létrehozott Szamos megyéhez csatolták, ahol visszakapta járásszékhelyi rangját. Ugyanekkor december 15. és 20. közöttre egy negyedik nagyvásár tartását is engedélyezték. Pojeny nevű negyedének görögkatolikus lakói az 1920-as évek második felében papjukkal együtt ortodox hitre tértek, és új templomot építettek maguknak. A két világháború között egy helyi vállalkozó Retteg–Bukarest autóbuszjáratot üzemeltetett. 1944. május 6-án a helyi szeszgyár udvarán felállított gettóba gyűjtötték a környék zsidó lakosságát, majd innen Désre hurcolták őket.

## Lakossága
1850-ben 1539 lakosából 729 volt román, 509 magyar, 165 zsidó és 61 cigány nemzetiségű.
1857-ben Retteg mezővárosban 1608 lakos élt 288 házban, melyből 78 római katolikus, 17 örmény katolikus, 863 görögkatolikus, 1 görögkeleti ortodox, 452 helvét, 187 zsidó volt.
1910-ben 2318 lakosából 1149 volt magyar, 988 román, 135 cigány és 46 német (jiddis) anyanyelvű, 1147 görögkatolikus, 530 zsidó, 517 református és 116 római katolikus vallású.
2002-ben 2790 lélek lakta, ebből 1582 román, 783 cigány és 422 magyar nemzetiségű, 2121 ortodox, 391 református, 119 pünkösdi hívő, 78 görögkatolikus, 38 római katolikus és 35 baptista vallású.

## Látnivalók
- Református templomának hajója a 13–14. században, szentélye a 15. században épült, gótikus stílusban. 1599-ben a templomban temették el Toronyai Máté püspököt. 1807 és 1812 között építették tornyát, késő barokk stílusban átalakították belsejét és elbontották a sekrestyét.
- Római katolikus kápolnája 1876-ban épült.
- Ion Pop-Reteganul 1866-ban épített hajdani lakóházában rendezték be 1955-ben a folklorista emlékmúzeumát.

## Híres emberek
- Itt született 1726-ban Miháltz István jezsuita teológus.
- Itt született 1853-ban Ion Pop-Reteganul folklorista.
- Itt született 1867-ben Márk Lajos festőművész.
- E településről származott a Lázár harangöntő család, melynek több tagja foglalkozott harangöntéssel. Vándormesterként szekéren járták az Alföld északkeleti részét, Szatmár vármegyétől Torna vármegyéig, Beregtől Békésig. 1792 körül a család tagjai közül Lázár György Tasnádra költözött, műhelyét utódai is fenntartották.

## Képek

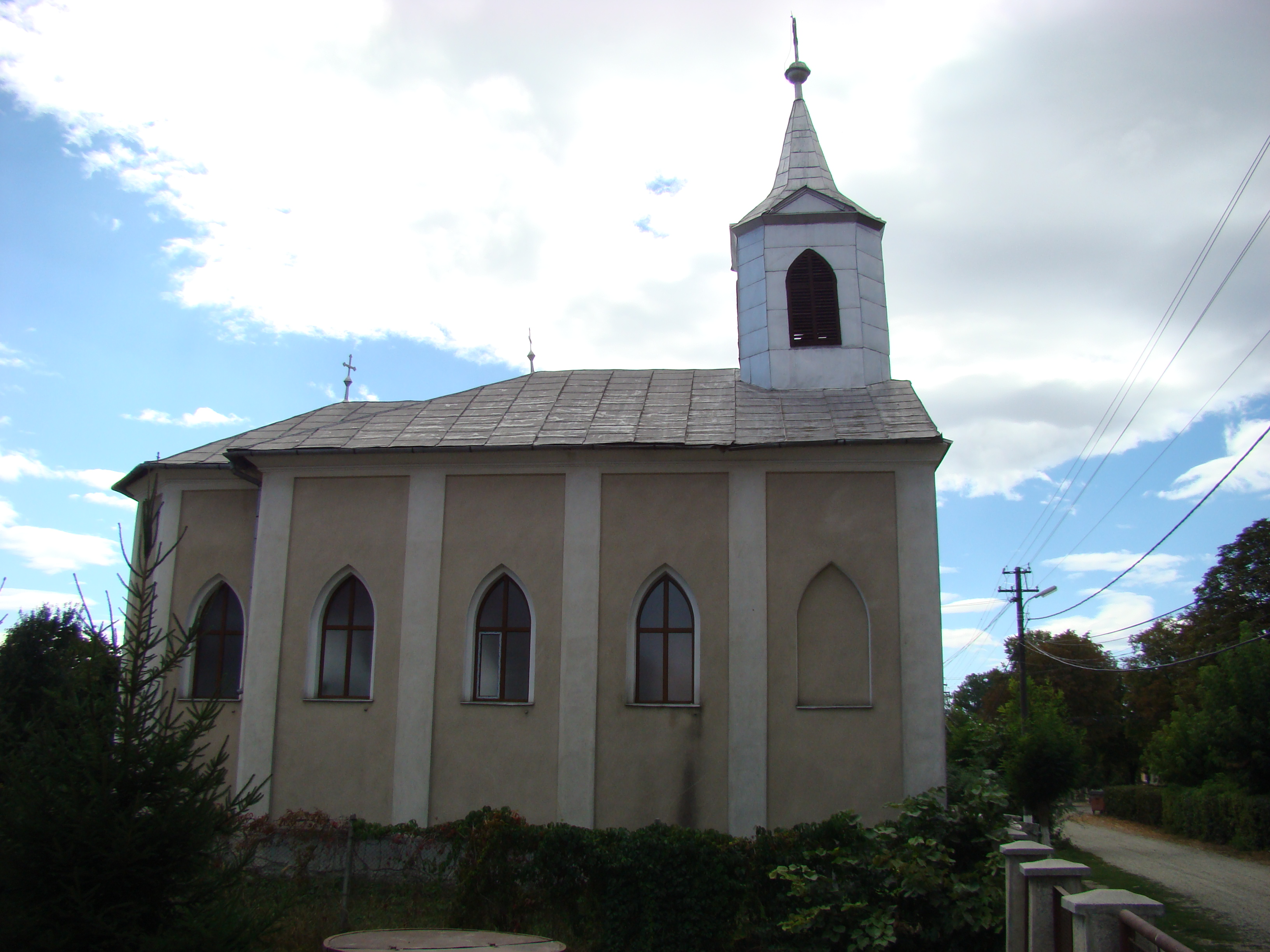
Római katolikus templom
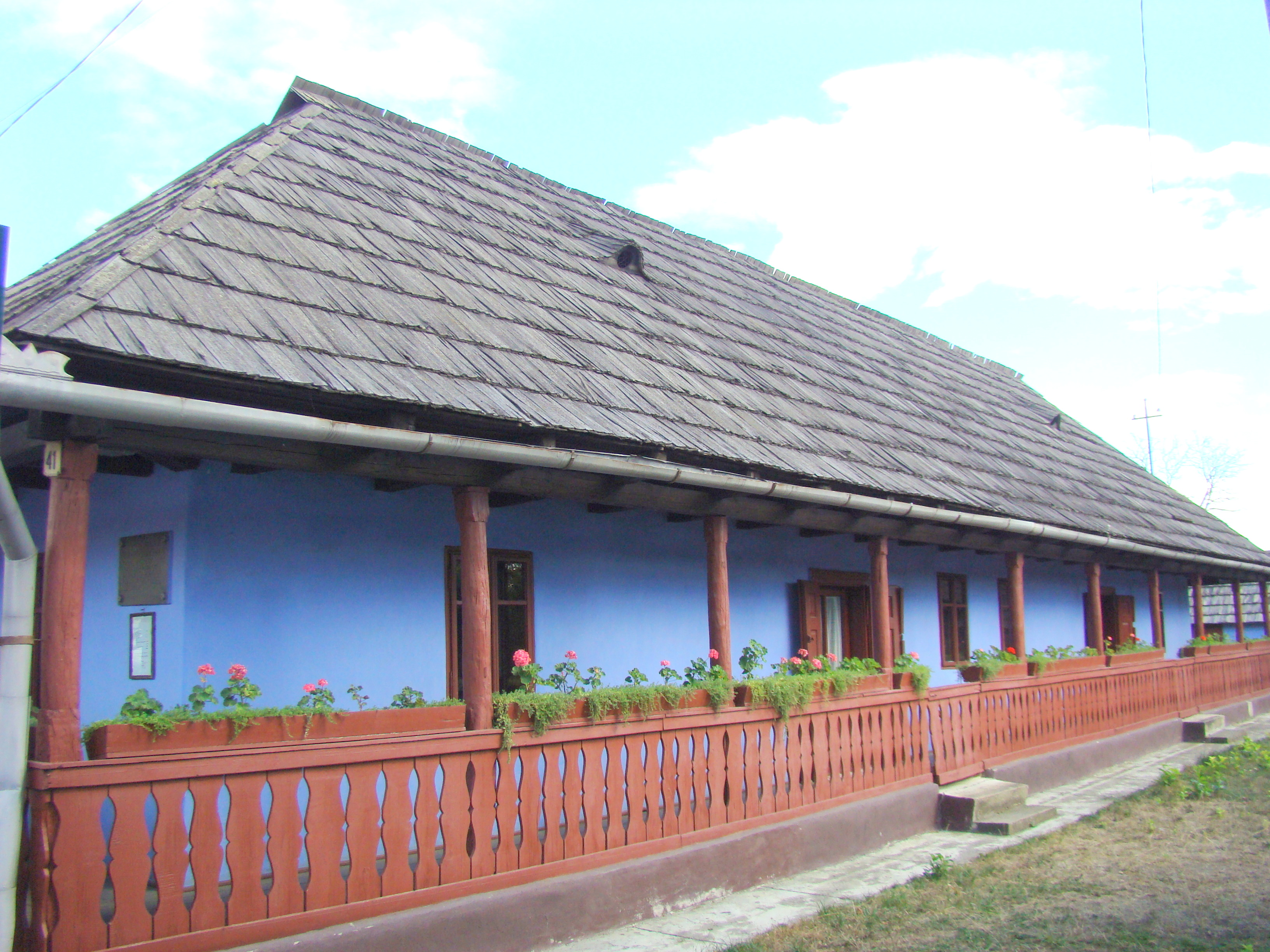
Ion Pop Reteganul-emlékmúzeum